# Leó Weiner
Leó Weiner (Budapeste, 16 de abril de 1885 — Budapeste, 13 de setembro de 1960) foi um maestro e compositor húngaro.

## Biografia

### Educação
Nascido em família judaica, Weiner teve suas primeiras lições de música e piano com seu irmão, tendo estudado, posteriormente, na Academia de Música em Budapeste, estudando com János Koessler. Na academia ele ganhou muitos prêmios.

### Magistérior
Em 1908 tornou-se professor de teoria na Academia de Música de Budapeste. Ele foi apontado como professor de composição em 1912 e professor de música de câmara em 1920.

### Composições
Como compositor, ele sofreu muita influência de Beethoven e Mendelssohn. As mais notáveis composições de Wiener são duas sonatas para violino, três quartetos para cordas, trio para cordas, cinco divertimentos para orquestra, um poema sinfônico e numerosas obras de câmara e peças para piano. 